# Facultad Regional Tucumán
La Facultad Regional Tucumán es una unidad académica dependiente de la Universidad Tecnológica Nacional establecida en 1954 en forma conjunta con las facultades regionales de Bahía Blanca y La Plata. Su sede se encuentra en la zona norte de la ciudad de San Miguel de Tucumán. Cuenta en la actualidad con más de 13 000 alumnos activos entre carreras de grado, posgrado y pregrado. Las cinco carreras de grado suman 9277 alumnos, en tanto las de posgrado cuentan en total con casi 500. Las licenciaturas y las tecnicaturas engloban más de 3000 alumnos. 
Acorde a las reglamentaciones organizativas de la sede central, se organiza académica y administrativamente según diferentes organismos de representación, dando voz a los diferentes estamentos institucionales.

## Reseña histórica

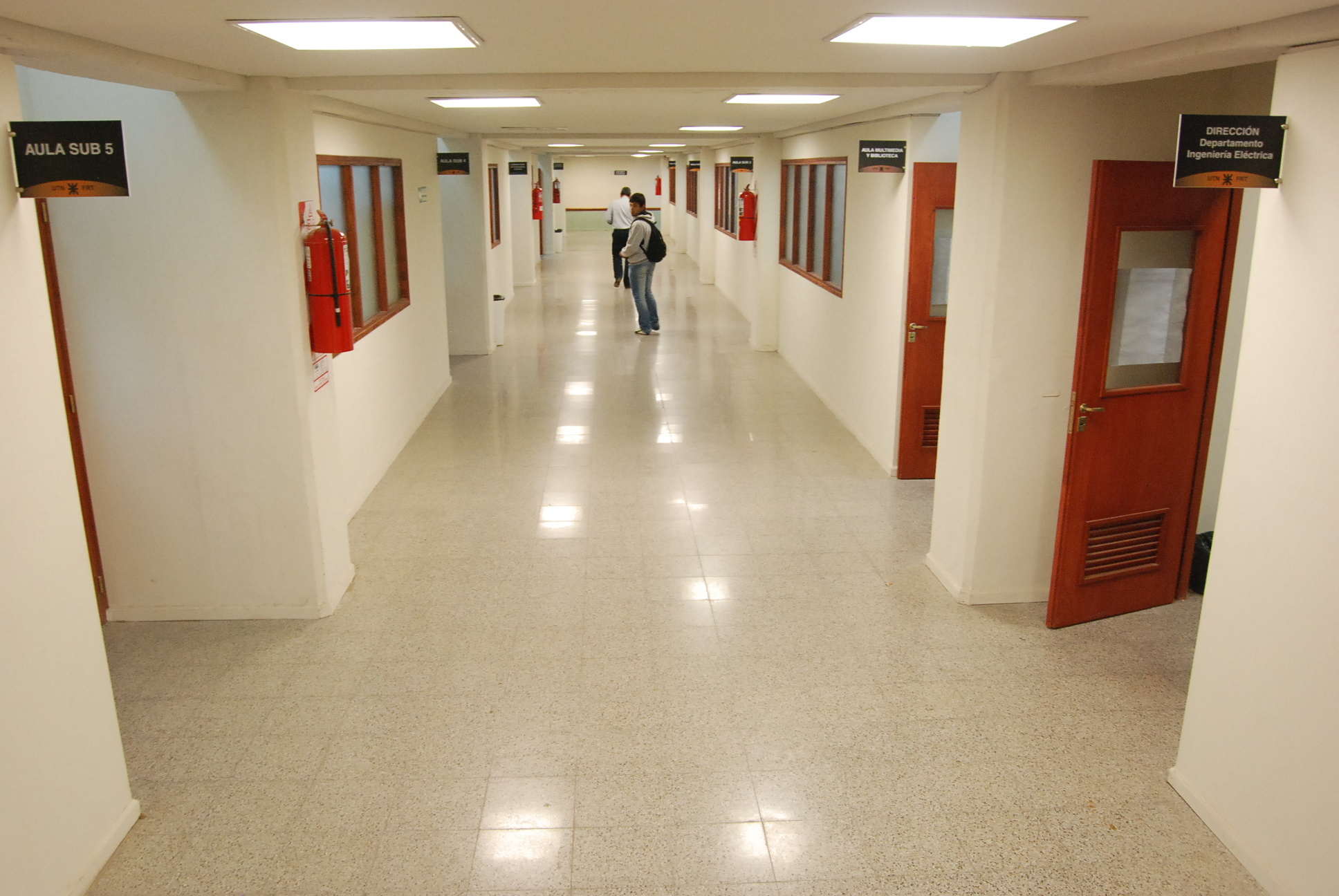
Pasillos de la UTN-FRT

El 28 de agosto de 1954 el gobernador de la provincia de Tucumán, Luis Cruz inaugura en la Escuela Normal Mixta “Juan Bautista Alberdi”, la Facultad Obrera Regional Tucumán “FORT”, dependiente de la Universidad Obrera Nacional, creada seis años antes. Se designó Virgilio Próspero Heredia (quien se desempeñaba en los talleres ferroviarios de Tafí Viejo como técnico y como vocal de la Mesa Directiva de la Unión Ferroviaria en Buenos Aires) como primer decano de la institución. En ese año la FORT ofrece las primeras carreras: Ingeniería Mecánica, Ingeniería en Construcción e Ingeniería en Electricidad. En 1959 la Asamblea Universitaria aprobó su primer estatuto y designa como decano al ingeniero Erich Conrad.
En 1965 el gobierno de la provincia de Tucumán donó el predio ubicado en Rivadavia 1050 para la construcción de un edificio propio para la Facultad Regional Tucumán de la UTN, inaugurándose el nuevo local el 23 de noviembre de 1968. Posee una extensión áulica en la ciudad de Concepción, que cuenta con un moderno edificio de 1600 metros cuadrados. El crecimiento de la institución a través de sus estudiantes de grado fue: 1954: 74; 1960: 105; 1970: 430; 1980: 973; 1990: 4247; 1998: 4366; 2013: 9.277
Como resultado de las gestiones por la búsqueda de la innovación en las áreas de investigación y por las tareas para alcanzar una reconocida calidad académica enmarcada en un ámbito que propicie la integración, la solidaridad y la responsabilidad social universitaria, ha sido reconocida con el premio Beyon 2015 de la filial de Naciones Unidas del Uruguay, en noviembre de 2013.

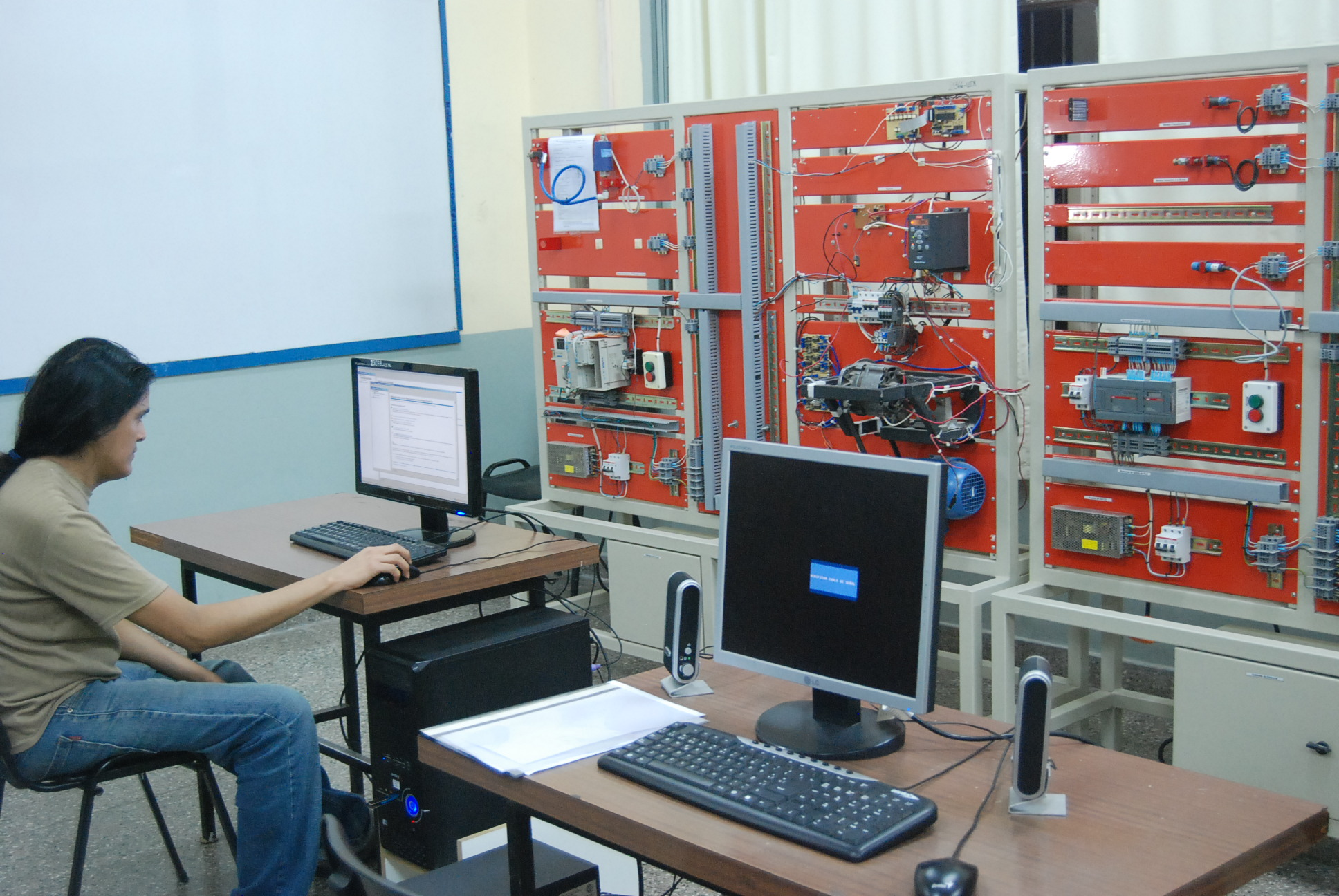
Laboratorio de Electrónica de la UTN-FRT

## Campus
El campus universitario cuenta con variados espacios funcionales, rodeados de zonas verdes. Dispone de unidades académicas, administrativas, aulas, anfiteatros, biblioteca, zonas de estudio, laboratorios, talleres, sala de informática, salón de actos, centro cultural, jardines y cafetería. Además de un campus virtual y una web de gestiones donde desde el 2 de diciembre de 2022 pueden realizarse trámites digitales. 

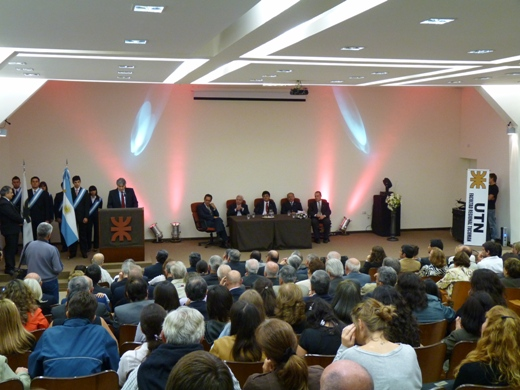
Centro Cultural "Ing. Juan Carlos Recalcatti"

## Oferta académica
Su oferta académica se ha enriquecido notablemente, ofreciendo un amplio espectro de posibilidades de estudio.

### Carreras de grado
Las carreras de grado que se dictan en la institución son: Ingeniería Civil; Ingeniería Eléctrica; Ingeniería Electrónica; Ingeniería Mecánica e Ingeniería en Sistemas de Información. 
El perfil del ingeniero tecnológico lo describe como «Un profesional capacitado para desarrollar sistemas de ingeniería y paralelamente aplicar la tecnología existente, comprometido con el medio, lo que le permite ser promotor del cambio, con capacidad de innovación, al servicio de un conocimiento productivo, generando empleos y posibilitando el desarrollo social».
Las carreras de Ingeniería Electrónica, Ingeniería Mecánica, Ingeniería Civil, Ingeniería Eléctrica e Ingeniería en Sistemas de Información están acreditadas por la Comisión Nacional de Evaluación y Acreditación Universitaria (CONEAU) de la República Argentina, según resoluciones N.º 1190/13, 1191/13, 1195/13, 1187/13 y 678/11.

### Carreras de posgrado
Los posgrados han experimentado una verdadera explosión en los últimos años. Las carreras que se dictan son:
Especialización en Sistemas de la Información; Maestría en Ingeniería en Sistemas de Información; Especialización en Ingeniería Gerencial; Especialización en Docencia Universitaria; Maestría en Docencia Universitaria; Especialización en Ingeniería Ambiental; Maestría en Ingeniería Ambiental; Especialización en Higiene y Seguridad en el Trabajo; Especialización en Ingeniería Bionergética y Maestría en Ingeniería Bionergética.

### Tecnicaturas
Los ingresantes pueden optar por las siguientes carreras de pregrado: Tecnicatura Superior en Mantenimiento Industrial; Tecnicatura Superior en Mecatrónica; Tecnicatura Superior en Programación; Tecnicatura Superior en Higiene y Seguridad en el Trabajo; Tecnicatura Superior en Diseño Industrial.

## Centros de investigación
- CIASUR (Centro de Investigación de Atmósfera Superior y Radio Propagación)

- CEDIA (Centro de Ingeniería Ambiental)

- Grupo de Investigación en Tecnologías Informáticas Avanzadas

## Centros de capacitación
El Centro de Capacitación de Formación Continua (CCFC) cuenta con una oferta de cursos no formales que son dictados por el Centro de Capacitación de Formación Continua (CCFC) dependiente de la Secretaría de Extensión:

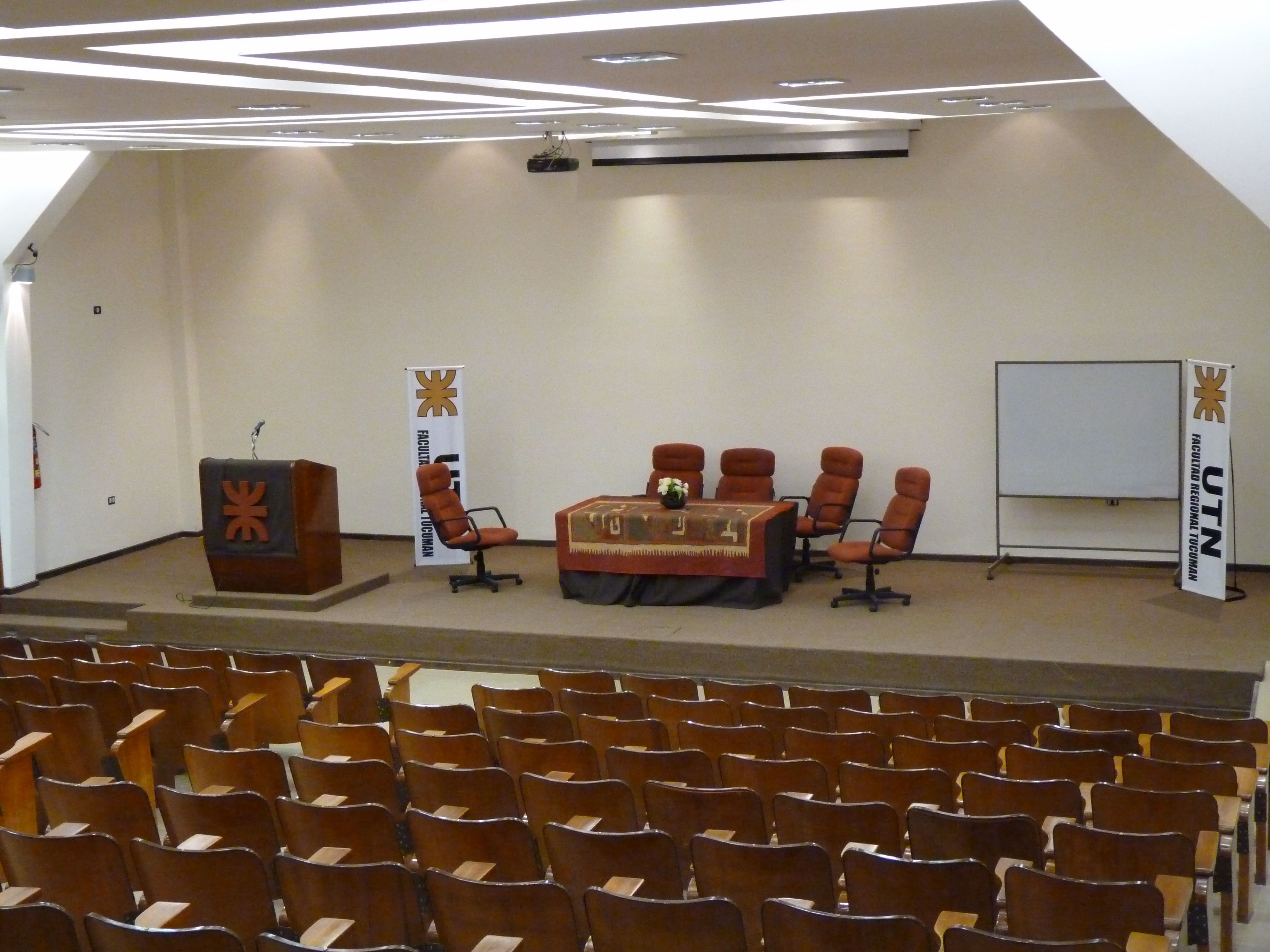
Aula Magna "Ing. María Isabel Jiménez"

## Biblioteca
La biblioteca de la FRT-UTN propicia las fuentes bibliográficas, posibilita la adaptación de nuevas tecnologías informáticas, apoya la labor académica, docente e investigativa y presta los servicios que le permitan a la comunidad educativa ser agentes propios de su perfeccionamiento.
Entre sus servicios permite la consulta de material bibliográfico en las salas de lectura. Posee un servicio de referencia con orientación en la búsqueda y recuperación de la información. Realiza la difusión de nuevas adquisiciones a través de boletines informativos. Brinda un servicio de lectura de prensa regional y nacional. Establece el canje con instituciones de Educación Superior y ofrece un catálogo automatizado.

## Centro Cultural "Ing. Juan Carlos Recalcatti"
El Centro Cultural "Ing. Juan Carlos Recalcatti" fue inaugurado el 9 de abril de 2010. El centro cuenta con una Aula Magna con capacidad de 200 personas, una sala pictórica y amplio jardín adaptado para exposiciones de esculturas. Por él pasaron notables personajes de la cultura y de la ciencia nacionales e internacionales como Litto Nebbia, Tony Levin, Raúl Carnota, Dúo Coplanacu, Don Vilanova, Dan Harkabi,  Facundo Manes, Juan José Sebrelli, Alex Games, Salvador Rueda, Julián Weich, Raquel van Gelderen y Pablo Iván Ríos, entre otros.

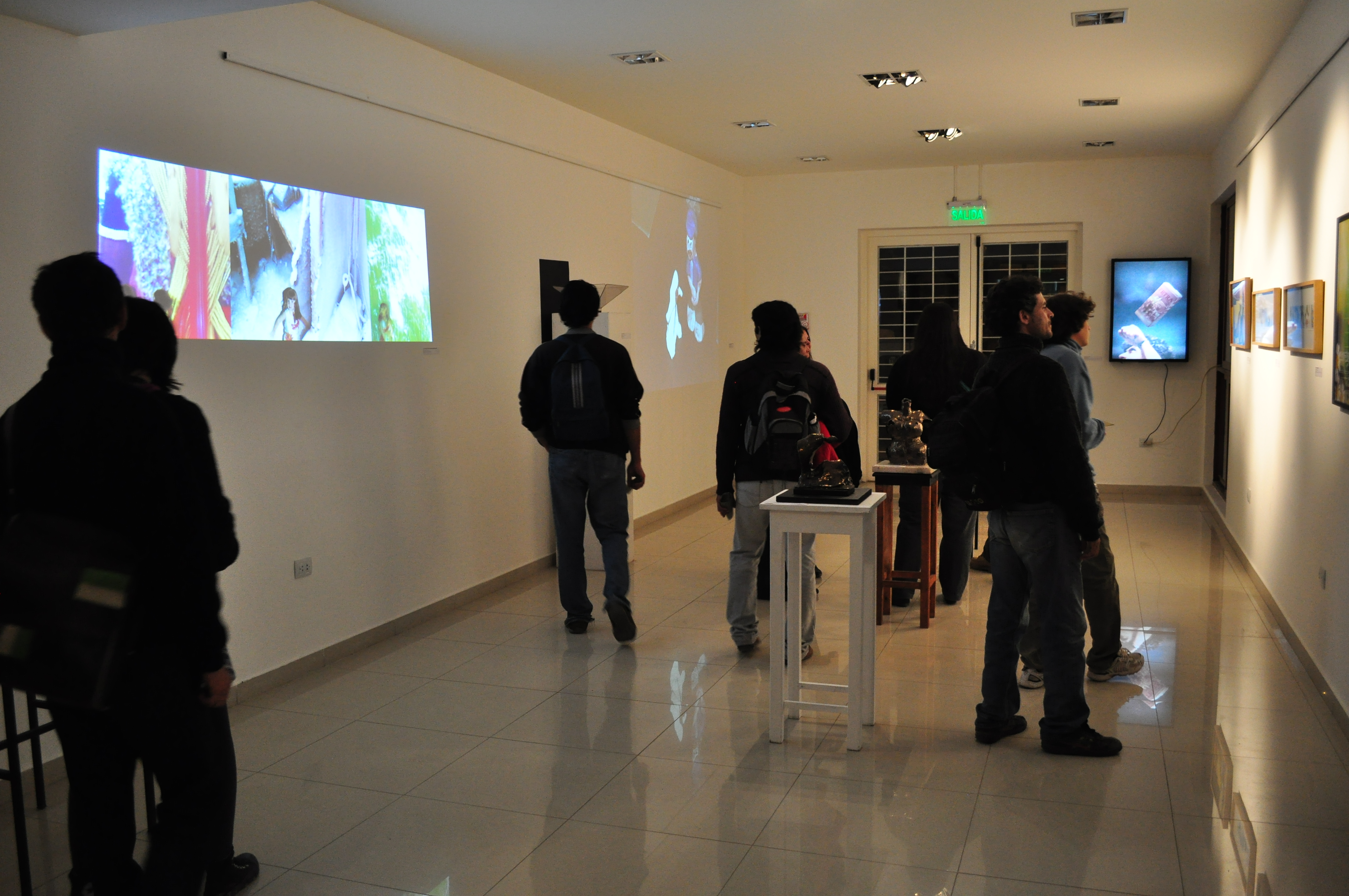
Sala Pictórica del Centro Cultural "Ing. Juan Carlos Recalcatti"